# رود گیوم
رود گیوم رودی است به دریای زرد می‌ریزد. این رود از کشور کره جنوبی می‌گذرد. طول آن ۳۹۷ کیلومتر (۲۴۷ مایل) است.